# Copa Conmebol 1998
Die Copa Conmebol 1998 war die 7. Ausspielung des südamerikanischen Vereinsfußballwettbewerbs, der mit dem europäischen UEFA-Cup vergleichbar war. Es nahmen wieder 16 Mannschaften teil. Der brasilianische Vertreter FC Santos gewann das Finale gegen Rosario Central aus Argentinien.
Torschützenkönige wurden gemeinsam der Uruguayer Carlos Morales von Liga de Quito und der Brasilianer Viola von Sieger FC Santos mit jeweils vier Treffern.

## 1. Runde
Die Hinspiele fanden am 15., die Rückspiele am 21. Juli 1998 statt.
|                        | Gesamt          |                             | Hinspiel | Rückspiel |
| ---------------------- | --------------- | --------------------------- | -------- | --------- |
| América de Natal       | 1:3             | Sampaio Corrêa FC           | 0:0      | 1:3       |
| Deportivo Petare       | 3:4             | Deportes Quindío            | 2:2      | 1:2       |
| FC Santos              | 3:3 (3:2 i. E.) | Once Caldas                 | 2:1      | 1:2       |
| FBC Melgar             | 2:6             | LDU Quito                   | 1:3      | 1:3       |
| Atlético Mineiro       | 2:2 (4:2 i. E.) | Club Cerro Corá             | 2:2      | 0:0       |
| Club Jorge Wilstermann | 1:1 (4:2 i. E.) | Gimnasia y Esgrima La Plata | 0:0      | 1:1       |
| Rosario Central        | 2:1             | Audax Italiano              | *2:0*    | *0:1*     |
| CSD Huracán Buceo      | 4:1             | River Plate Montevideo      | **0:0**  | **4:1**   |

- HS am 22., RS am 29. Juli.
** HS am 18., RS am 26. Juli.

## Viertelfinale
Die Hinspiele fanden am 5., die Rückspiele am 11. August 1998 statt.
|                   | Gesamt |                        | Hinspiel | Rückspiel |
| ----------------- | ------ | ---------------------- | -------- | --------- |
| Deportes Quindío  | 0:2    | Sampaio Corrêa FC      | 0:1      | 0:1       |
| LDU Quito         | 2:5    | FC Santos              | 2:2      | 0:3       |
| Atlético Mineiro  | 4:1    | Club Jorge Wilstermann | 3:1      | 1:0       |
| CSD Huracán Buceo | 2:5    | Rosario Central        | 2:3      | 0:2       |

## Halbfinale
Die Hinspiele fanden am 9., die Rückspiele am 23. September 1998 statt.
|                 | Gesamt |                   | Hinspiel | Rückspiel |
| --------------- | ------ | ----------------- | -------- | --------- |
| FC Santos       | 5:1    | Sampaio Corrêa FC | 0:0      | 5:1       |
| Rosario Central | 2:1    | Atlético Mineiro  | 1:1      | 1:0       |

## Finale

### Hinspiel
| FC Santos                                                      | FC Santos | Rosario Central | Rosario Central |
| -------------------------------------------------------------- | --- | --- | --------------- |
| FC Santos                                                      | \| 7. Oktober 1998 in Santos, Brasilien (Estádio Urbano Caldeira) \| \| Ergebnis: 1:0 (1:0) \| \| Zuschauer: 20.000 \| \| Schiedsrichter: José Luis da Rosa ( Uruguay) \|                                             | \| 7. Oktober 1998 in Santos, Brasilien (Estádio Urbano Caldeira) \| \| Ergebnis: 1:0 (1:0) \| \| Zuschauer: 20.000 \| \| Schiedsrichter: José Luis da Rosa ( Uruguay) \| | Rosario Central |
| FC Santos                                                      | Zetti – Ânderson Lima Veiga, Jean, Claudiomiro (79. Gustavo Nery), Athirson, Marcos Basílio, Narciso dos Santos, Eduardo Marques (79. Fernandes), Lúcio Bala, Viola, Alessandro (70. Adiel) Cheftrainer: Émerson Leão | José María Buljubasich – Darío Marra, Germán Gerbaudo, Maximiliano Cuberas, Juan Ramón Jara, Javier Cappelletti (80. Rubén Mario Villarreal), Cristian Daniele, Hugo Miguel González, Walter Gaitán (45. Eduardo Bustos Montoya), Marcello Carracedo, Darío Scotto Cheftrainer: Edgardo Bauza | Rosario Central |
| FC Santos                                                      | 1:0 Clauriomiro (28.) | | Rosario Central |
| 7. Oktober 1998 in Santos, Brasilien (Estádio Urbano Caldeira) | | |                 |
| Ergebnis: 1:0 (1:0)                                            | | |                 |
| Zuschauer: 20.000                                              | | |                 |
| Schiedsrichter: José Luis da Rosa ( Uruguay)                   | | |                 |

### Rückspiel
| Rosario Central                                                        | Rosario Central | FC Santos | FC Santos |
| ---------------------------------------------------------------------- | --- | --- | --------- |
| Rosario Central                                                        | \| 21. Oktober 1998 in Rosario, Argentinien (Estadio Gigante de Arroyito) \| \| Ergebnis: 0:0 \| \| Zuschauer: 46.000 \| \| Schiedsrichter: Ubaldo Aquino ( Paraguay) \| | \| 21. Oktober 1998 in Rosario, Argentinien (Estadio Gigante de Arroyito) \| \| Ergebnis: 0:0 \| \| Zuschauer: 46.000 \| \| Schiedsrichter: Ubaldo Aquino ( Paraguay) \|                         | FC Santos |
| Rosario Central                                                        | José María Buljubasich – Darío Marra (74. Javier Cappelletti), Germán Gerbaudo, Maximiliano Cuberas, Juan Ramón Jara, Germán Rivarola, Cristian Daniele, Hugo Miguel González (57. Ezequiel González), Walter Gaitán, Sebastián Coronel, Rafael Maceratesi (63. Emanuel Ruíz) Cheftrainer: Edgardo Bauza | Zetti – Ânderson Lima Veiga, Sandro, Claudiomiro, Athirson, Marcos Basílio, Narciso dos Santos, Élder, Eduardo Marques, Fernandes (76. Baiano), Alessandro (85. Adiel) Cheftrainer: Émerson Leão | FC Santos |
| 21. Oktober 1998 in Rosario, Argentinien (Estadio Gigante de Arroyito) | | |           |
| Ergebnis: 0:0                                                          | | |           |
| Zuschauer: 46.000                                                      | | |           |
| Schiedsrichter: Ubaldo Aquino ( Paraguay)                              | | |           |